# Eliza Laurillard
Eliza Laurillard (Rotterdam, 25 maart 1830 – Santpoort, 10 juli 1908) was een Nederlands dichter en predikant, die bekendstaat als een der 19e-eeuwse "dominee-dichters". Hij is de schrijver van de eerste Nederlandstalige sonnettenkrans.

## Leven en opleiding
Eliza Laurillard werd in de nacht van 25 maart op 26 maart 1830 om precies twaalf uur ‘s nachts geboren in Rotterdam. De familie van Laurillard was een echte handelsfamilie, afkomstig uit Frankrijk. Zijn vader overleed in datzelfde jaar, waardoor Laurillard bij zijn moeder en drie broertjes opgroeide.
Laurillard ging eerst naar de Franse school om in september 1845 over te stappen op privélessen die hem moesten voorbereiden op het ambt van predikant. In 1848 slaagde hij voor zijn staatsexamen en na zijn studie aan de Leidse universiteit promoveerde hij op 13 juni 1853 in de theologie. Reeds in zijn studententijd nam hij diverse maatschappelijke functies op zich, zoals vicepreses en preses van de theologische faculteit en abactis van de redactie van een almanak.
Naast zijn werk als predikant, stichtte Laurillard in Amsterdam een gezin. Op 10 december 1863 trouwde Laurillard met mejuffrouw Anna Roos en kreeg vier kinderen, twee zoons en twee dochters. Met zijn moeder heeft hij een bijzondere band gehad en hij heeft zolang zij leefde, met uitzondering van zijn studententijd, samen met haar gewoond. Zij overleed op 29 maart 1865.
Begin 1908 keerde hij terug naar Santpoort, waar hij tot zijn dood bleef wonen. Hij is op 10 juli van datzelfde jaar in alle rust overleden. Vier dagen later werd hij begraven bij de kerk waar hij zijn eerste ambt bekleedde. Deze plechtigheid werd door een groot aantal belangstellenden en vele hoogwaardigheidsbekleders bezocht. Enkele jaren later is een grafmonument voor hem opgericht en hoewel het graf in een vervallen staat is, rust hij daar nog steeds.

## Werken

### Predikantschap

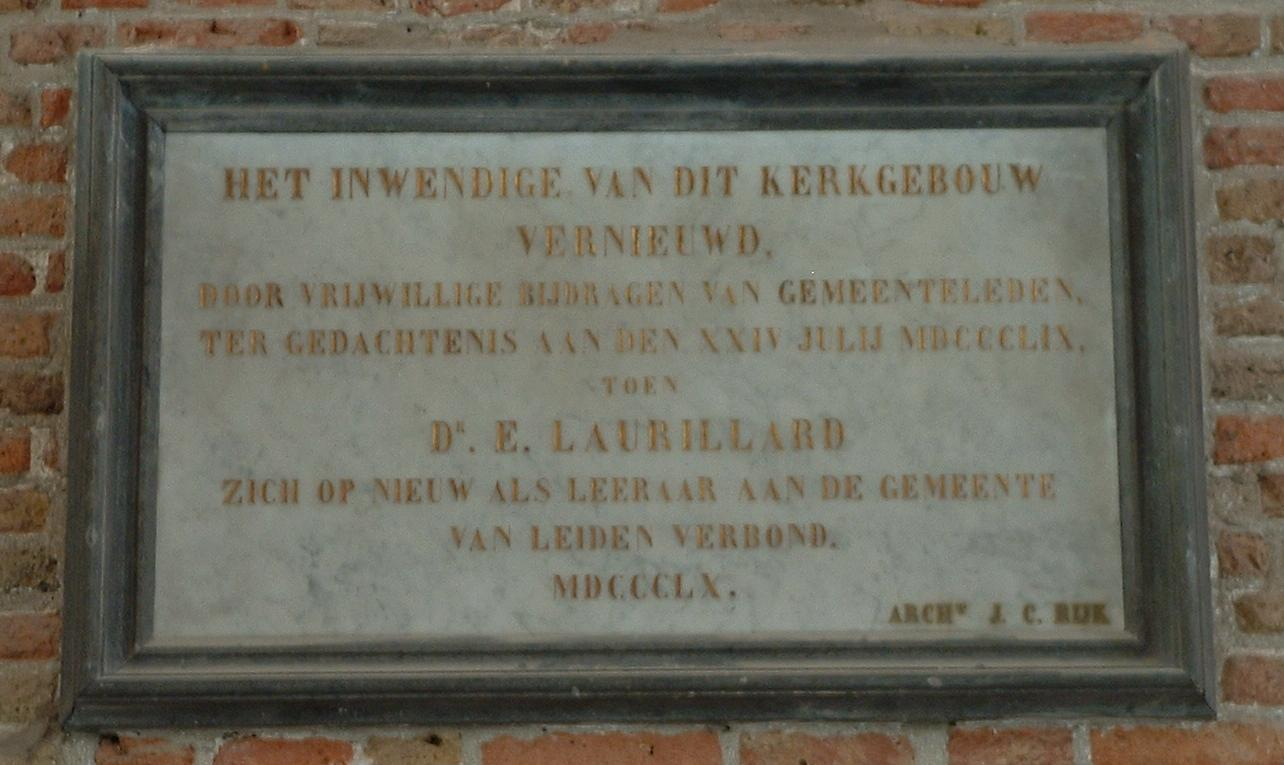
Gedenkteken voor de herinrichting van de Pieterskerk (1859)

Zijn eerste gemeente had Laurillard in Santpoort, een klein dorp in Noord-Holland, waar hij samen met zijn moeder ging wonen. Vervolgens werd hij in Leiden beroepen. Omdat hij de akoestiek van de Pieterskerk aldaar niet geschikt vond voor zijn preken, dreigde hij met vertrek. De Leidse Hervormde gemeente heeft, toen hij het beroep had afgewezen, als blijk van dank het kerkgebouw voorzien van een houten amfitheater rond de kansel, wat in 1859 werd voltooid (zie afbeelding). Dit telde 1200 plaatsen. Desondanks vertrok hij in 1862 toch naar Amsterdam.
In Amsterdam werd hij bevestigd door J.J.L. ten Kate, predikant, vriend en collega-dichter. In Amsterdam bleef hij 42 jaar actief en hier ontwikkelde Laurillard zich tot een van de populairste predikanten van de laatste helft van de negentiende eeuw. Onder andere Vincent van Gogh had grote waardering voor zijn predikantschap en als hofpredikant heeft hij meerdere malen een bezoek gebracht aan koningin Wilhelmina in de hofkapel op Paleis Het Loo. Haar waardering ging zelfs zo ver, dat zij een krans liet verzorgen bij de begrafenis van Laurillard.

### Maatschappelijke functies
Naast zijn gezin en werk vervulde Laurillard vele maatschappelijke en bestuurlijke functies. Hij was onder andere lid van de commissie voor de vertaling van het Oude Testament (1855) en bestuurslid van de Amsterdamse afdeling van de Hollandsche Maatschappij voor Nederlandse Letterkunde, Fraaie Kunsten en Wetenschappen. Ook vervulde hij functies bij maatschappelijke solidariteitsorganisaties. Zo was hij lid en secretaris van de Amsterdamse afdeling van Het Roode Kruis, commissaris en later voorzitter van het Nederlandsch Mettray (een opvoedkundige organisatie) en lid van het Nederlandsch Genootschap tot zedelijke verbetering van gevangenen. Tot slot stelde hij het samenstellen van het Woordenboek der Nederlandsche Taal voor en werd commissielid en secretaris voor deze uitgave.

### Wetenschappelijke arbeid
Op wetenschappelijk gebied heeft Laurillard eveneens het nodige werk verricht. In het tijdschrift De Navorscher schreef hij naar eigen zeggen 279 artikelen. Ook bracht Laurillard enkele publicaties uit, waarin allerlei wetenschappelijke wetenswaardigheden werden samengebracht. De bundel Sprokkelhout bevat allerlei geschied- en letterkundige bijzonderheden en Op uw stoel door uw land geeft een overzicht van dorpen, steden en gemeenten in Nederland en hun bijzonderheden, onderlinge afstanden en plaatselijke gebruiken. Verder hield Laurillard zich bezig met het vertalen van voornamelijk Duitse literatuur. Vooral als vertaler van enkele werken van Fritz Reuter, en als samensteller van diens verzameld werk, dat hij tussen 1866 en 1870 uitbracht, is hij bekend.

### Literaire activiteiten
Tot slot heeft Laurillard op literair vlak vele publicaties uitgebracht met zowel poëzie als proza, toneel en liederen. Laurillard heeft naar eigen zeggen 1769 gedichten geschreven. Dat hij hier ongekend populair mee is geworden blijkt onder andere uit een uitgebreid overzicht van plaatsen door heel Nederland waar hij voordrachten heeft gehouden, de grote hoeveelheid drukken en herdrukken die zijn bundels hebben gekend en de populariteit van publicaties met Laurillard als redacteur, onder andere de scheurkalender die hij gedurende 30 jaar heeft uitgegeven.
In de literaire wereld verkeerde Laurillard in een vrij breed netwerk, getuige zijn uitgebreide correspondentie met vele grote schrijvers uit de negentiende eeuw, onder wie Nicolaas Beets, Samuel Johannes van den Bergh, Jacques Perk, Joseph Alberdingk Thijm en Herman Heijermans. In 1904, op 74-jarige leeftijd, legde Laurillard zijn taak als predikant neer. Met zijn vrouw heeft hij enkele rustige jaren gekend, kleinkinderen gekregen, nog enkele bundels gepubliceerd en een enkele maal gaf hij nog voordrachten.

### Gedicht
"Een spreker die maar niet uit de war kwam"
Jeroen wou zeggen: buitensporig,
Maar borenspuitig kwam er uit.
Een poging, om 't weer goed te maken,
Had sporenbuitig tot besluit.
Noch bleef de man naar juistheid streven
En spuitenborig werd de klank; --
Toen zag hij af van verder pogen
En sprak: "Meneren ik zeg u dank,
Dat gij de daad hier voor de wil naamt;
Een goedheid die uzelv' vereert,
Maar die ik toch ook wel verdiend heb,
Want 'k zeg 't goed maar 'k meen 't verkeerd.
'k Zal nu echter de mond maar sluiten.
Want naar een spreuk, zo waar, als oud,
Die zeker al de heren kennen,
Is spreken zwijgen, zilver goud"

#### Auteur
- 1851 – Zelfopoffering. Dichtregelen
- 1853 – Disputatio theologica de locis Euangelii Johannis in quibus ipse autor verba Jesu interpretatus est
- 1854 – Primulae veris. Eerste gedichten
- 1860 – Zijn. Uitgegeven ten voordeele van de weduwen en weezen der verongelukte bemanning van de Scheveningsche pink »de jonge Arend”
- 1861 – Een treffelijk ambt. Rede over 1 Timoteüs III, gehouden bij gelegenheid der bevestiging van G. van Gorkum en W. Scheffer als predikanten bij de Hervormde gemeente te Leiden op zondag den 5den Mei 1861
- 1861 – Jane Grey. Treurspel in 5 bedrijven
- 1861 – Psalm XLVIII: 10. Rede bij de eerste godsdienstoefening in de vernieuwde Pieterskerk te Leiden. 20 Januarij 1861. Uitgegeven ten voordeele der bewaarschool op de Garenmarkt
- 1861 – Winter. Dichtregelen. Uitgegeven ten voordeele der ongelukkigen bij den jongsten watersnood
- 1862 – Aan de rijken voor de armen. Weldoen.(De opbrengst zal strekken tot leeniging der door den brand te Enschedé veroorzaakte rampen.)
- 1862 – Vuur. Dichtregelen. Uitgegeven tenvoordeele van de noodlijndenden door den brand te Enschede
- 1862 – Natuur, zwaard en Evangelie. Toespraak gehouden in het kamp bij Millingen op den 24sten Augustus 1862
- 1862 – 2 Thessalonicenzen III: 13b. Rede gehouden te Rotterdam op 16 Julij 1862, in de algemene vergadering van het Nederlandsch Zendelingengenootschap
- 1863 – Deuteronomium XXVI: 11a. Toespraak gehouden in de voormiddag-godsdienstoefening van den 15den November 1863 in de Ouderzijdse Kapel te Amsterdam
- 1864 – De doodstraf. Een woord
- 1864 – Uit de papierentasch
- 1865 – Toespraak ter gelegenheid van de 50e verjaring van den slag van Waterloo. Gehouden in de Amstelkerk
- 1865 – Twaalf leerreden
- 1866 – Een geroep uit de diepten. Biddagsrede naar psalm CXXX: 1
- 1866 – Voor meer dan één leven. Een 12tal leerreden
- 1867 – Peper en zout. Honderd rijmpjes
- 1868 – Waardiglijk wandelen. Rede over Efeziërs 4:1b, bij gelegenheid der bevestiging van G. van Gorkom als predikant bij de Nederlandsche Hervormde gemeente te Amsterdam op Zondag 26 April 1868
- 1869 – De roos en de lelie
- 1869 –  Geen dag zonder God. Stichtelijke overdenkingen voor iederen dag des jaars
- 1869 – Rust een weinig. Oudejaarsavond-gedachten
- 1870 – De afschaffing van de doodstraf verdedigd tegen L.J. van Rijn
- 1870 – De scherpste doornen om het edelste hoofd. Beschouwingen van Jezus laatste lijden
- 1870 – Samuel XIX: 8a. Wederom krijg! Toespraak gehouden in de Westerkerk te Amsterdam, den 7en Augustus 1870
- 1870 – Jeremia XLVIII: 19a.c. Wat is er geschied? Toespraak gehouden in de Oosterkerk te Amsterdam den 2den October 1870 (Na een blik op een gedeelte van het oorlogstoneel)
- 1871 – Volksbloei en volksverval. Rede over Spreuken XIV: 34 gehouden in de Westerkerk te Amsterdam 18 Juni 1871
- 1872 – De Watergeuzen. Tien liedjes
- 1872 – Te huis
- 1872 – 2 Koningen VII: 9b. Een dag van goede boodschap. Feestrede, gehouden in de voormiddaggodsdienst-oefening van Maandag 1 April 1872, in de Nieuwe Kerk te Amsterdam
- 1873 – De zeven hoofdzonden
- 1873 – Dienst. Toespraak gehouden in het kamp bij Millingen. 24 Augustus 1873
- 1874 – Gedichten. Ernstig en los
- 1874 – Bijbel en volkstaal. Opgave en toelichting van spreuken en gezegden in de volkstaal, aan den bijbel ontleend. Met den gouden Eerepenning bekroond door de Hollandsche Maatschappij van fraaie kunsten en wetenschappen in den jare 1874
- 1874 – Ons koningsfeest in de kerk. Vier gemeentezangen op bekende psalmwijzen
- 1875 – Versjes en prentjes ontleend aan Scherer’s illustriertes Kinderbüc
- 1876 – Uit de cel. Schetsen en beelden uit de gevangenis
- 1878 – Bloemen en knoppen
- 1878 – Feestrede bij gelegenheid van het vijf en twintigjarig bestaan der Nederlandsche Gustaaf-Adolf-Vereeniging, uitgesproken op Dinsdag 24 September 1878 in de Pieterkerk te Leiden
- 1879 – Handwijzers op den levensweg. Een leesboekje voor school en huisgezin
- 1880 – Bij eene gevangenis. Dichtregelen
- 1880 – Vlechtwerk uit verscheidene kleuren. Twintig voordrachten
- 1881 – Met Jezus in de natuur
- 1883 – Uit ‘s levens ernst en kluchten. Dichten en rijmen
- 1884 – Balthazar Gerards 1584-10 Julij 1884
- 1885 – Kruiden en bloemen, gedroogd en bewaard. Een spreukenboekje
- 1886 – Stekelkruid. Een bundel rijmen
- 1887 – Schotse ruiten. Schetsen en dichten
- 1887 – Sprokkelhout. Geschied- en letterkundige bijzonderheden bijeengebracht
- 1888 – Een brave kerel
- 1889 – Huisraad en speelgoed. Opstellen en verzen
- 1890 – Door meer dan één kijkglas in het leven gezien. Vertellingen, schetsen en dichten
- 1891 – Een “Wilhelmus” en een “Wien Neêrlandsch bloed” met een woord vooraf
- 1891 – Herinnering en hoop. Verjaardagalbum
- 1891 – Op uw stoel door uw land. Bijzonderheden van Vaderlandsche plaatsen en plaatsnamen. Met wapen- en zegelkaarten
- 1892 – Een rozenruiker. Negental dichten
- 1892 – Schitteren en zegenen en andere gedichten. (Uitgegeven ten voordeele van de ongelukkigen te Beets)
- 1893 – Onder de palmen. Verhalen uit het Oude Testament
- 1894 – Graan en groen. Opstellen en dichten
- 1895 – ’t Mislukte pistoolschot. Eene kerstvertelling. Uitgegeven door het Nederlandsch Godsdienstig traktaatgenootschap
- 1897 – De marsch der mensheid. (Gedicht). Met 45 illustratiën van G.J. Bos
- 1898 – Het kroningsfeest. Een tiental liederen (met noten- en cijferschrift)
- 1900 – Koren en klaprozen. Proza en poëzie
- 1904 – Afscheidswoord aan de Nederduitsche Hervormde gemeente te Amsterdam, uitgesproken in de Nieuwe Kerk den 26en Juni 1904
- 1904 – Laatbloeiers. Opstellen en dichten
- 1906 – Herfstsyringen. Opstellen en dichten
- 1908 – Heidebloei. Opstellen en dichten

#### Vertaler
- 1869 – F. Reuter, Hanne Nüte en de kleine Poedel, eene geschiedenis van vogels en menschen. Naar den 5e druk metrisch overgezet door E. Laurillard […]
- 1874 – J. Mähl, Uit de oude doos. 1 Zigeuner-Mieke. Uit het Platduitsch vertaald door T.H. de Beer met medewerking van E. Laurillard
- 1875 – F. Reuter, Twee gedichten uit het oorlogsjaar 1870
- 1881 – Mevrouw C. Michaël, Lessen en liederen eener moeder. Naar het Hoogduitsch door mevrouw H.A. Ackerlin-Gregoor en E. Laurillard
- 1888 – Mary Howitt, Het zonnetje. Vrij naar het Engelsch door E. Laurillard
- 1890 – Reintje de vos. Het oorspronkelijke vrij naverteld door E. Laurillard. Met 37 gravuren naar oorspronkelijke teekeningen
- 1891 – Fritz Reuter, Komplete proza- en dichtwerken. Geïllustreerd. Goedkope uitgave. Onder toezicht van en bewerkt door E. Laurillard
- 1902 – Dr. E. Laurillard, Levensgeluk. Een wegwijzer om gelukkig te worden en gelukkig te zijn. Vrij bewerkt naar Asta Röttgers’s „Wie begründe ick mein Lebensglück?”
- ? – Fritz Reuter, Werken. Vertaald onder toezicht van en bewerkt door E. Laurillard (niet geïllustreerd)
- ? – J. von Schiffel, De trompetter van Schäkkingen. Een lied van de Boven-Rijn. Naar het Hoogduitsch. Opnieuw bewerkt door E. Laurillard

#### Redacteur of samensteller
- 1862-1880 – Christelijke volksalmanak
- 1869 – Voor hoofd en hart. Proza en poëzy, ontleend aan den Christelijken volksalmanak
- 1869 – Blüthen und Blumen deutscher Poesie. Gesammelt
- 1871 – Klimop. Gedachten en beelden des geloofs. Proza en poëzy, ontleend aan den Christelijke Volksalmanak
- 1878-1909 – Laurillard’s scheurkalender (Voortgezet door S. Breda Kleynenberg-Laurillard voor de jaren 1910-1920)
- 1878-1907 – Onesimus. Jaarboekje van de Nederlandsche Mettray
- 1873-1880 – Bato : een boek voor het jonge Nederland
- 1881 – Bloesems en paarlen gekozen uit de Nederlandsche poëzie
- 1882 – Figuren en tonen. Platen met bijschriften
- 1884 – Nog niet onnet. Proza en poëzie, ontleend aan „Onesimus”, jaarboekje van Nederlandsch Mettray
- 1888 – Uit het morgenland. Bloemlezing, voor huiselijk gebruik, uit de schriften van het Oude en Nieuwe Verbond
- 1893-1899 – Woordenschat. Verklaringen van woorden en uitdrukkingen, onder redactie van Taco de Beer en E. Laurillard
- 1993 – Woordenschat. Verklaring van woorden en uitdrukkingen. Onder redactie van Taco H. de Beer en E. Laurillard. Met medewerking van vele mannen van de wetenschap. (Inleiding Ewoud Sanders)